# 石油输出国组织
石油输出国组织（英語：Organization of the Petroleum Exporting Countries，OPEC，发音为/ˈoʊpɛk/ OH-pek；简称欧佩克、油盟或油組）是一个由12个国家组成的政府间国际组织，于1960年9月14日由五个创始国（伊朗、伊拉克、科威特、沙特阿拉伯和委内瑞拉）在巴格达成立。如今其总部位于奥地利維也納（1965年迁入），目前有12个成员国。截至2019年，欧佩克的石油产量占全球产量的38%、全球探明石油储量的71.8%，可以对先前由“七姊妹”跨国石油公司主导的全球原油价格产生重大影响。
欧佩克的既定使命是“协调统一成员国的石油政策与价格、确保石油市场的稳定，以确保为石油消费国提供有效、经济而稳定的石油供应，为产油国提供适度的尊重和稳定的收入，为石油业投资人提供公平的回报。”该组织也积极研究国际石油市场风向，参与发布大量油市动向信息。目前，欧佩克成员有：阿尔及利亚、赤道几内亚、加蓬、伊朗、伊拉克、科威特、利比亚、奈及利亞、刚果共和国、沙特阿拉伯（实际领导者）、阿联酋和委内瑞拉。前成员有：厄瓜多尔、印度尼西亚、卡塔尔和安哥拉。
欧佩克的成立标志着国家对自然资源主权的转折点，其决策在全球石油市场和国际关系中发挥了重要作用，在战争或内乱导致石油供应中断时特为尤甚。20世纪70年代，石油生产的限制导致石油价格暴增、欧佩克赚得盆满钵满，也给全球经济带来长远的影响。在80年代，欧佩克开始为其成员国制定生产目标：一般来说是通过减少石油产量使价格上涨。该组织2008年和2016年的裁决减少了供过于求的石油供应。
经济学家经常将欧佩克视作典型的卡特尔，因为各产油国通过该组织内部的合作减少了市场竞争，其磋商行为还会受国际法下国家豁免原则的保护。然而，随着非欧佩克国家能源资源进一步扩张，欧佩克在国际贸易中的地位常常受到挑战。此外，由于卡特尔的管理模式较为松散，个别成员国为追求自身利益亦会超额生产，从而威胁到该组织的影响力。

## 历史和影响

### 二战后形势
1949年，第二次世界大战刚刚结束不久，百业待兴。委內瑞拉与伊朗邀请伊拉克、科威特和沙特共同合作，提高产油国之间的交流。当时世界上最大的几个油田刚刚在中东开始运作生产，最大的石油生产者还是美国而不是中东。美国设立了州际石油契约委员，效仿德克萨斯州铁路委员会的制度，解决产能过剩的问题。打破洛克菲勒的标准石油垄断之后，国际市场又被七家跨國公司——“七姊妹”所主导，其中五家的总部在美国。于是，一些石油输出国决定组建欧佩克，以此在政治、经济领域与美国抗衡。

### 1959年－1960年：对油价的不满
1959年2月，随着新的原油供应陆续出现，跨国石油公司单方面宣布将委内瑞拉和中东地区的原油标价降低10%。几周后，阿拉伯国家联盟的首届阿拉伯石油大会在埃及开罗召开。在会上，颇具影响力的记者旺达·贾布隆斯基把沙特阿拉伯的阿卜杜拉·塔里基介绍给了委内瑞拉的观察员胡安·阿方佐，他们代表了当时美国和苏联以外两个最大的产油国。据传，贾布隆斯基对西方国家怀有强烈的敌意，并且愈发强烈地反对跨国石油公司的“不在地主主义”——它们控制了产油国的所有石油业务，发挥了巨大的政治影响力。两位石油部长对降价感到愤怒，于是便携两国的代表达成了《马蒂协定》（Maadi Pact），呼吁各产油国成立“石油咨询委员会”，审核跨国石油公司的价格变动计划。然而，由于美国出于战略考量而更青睐加拿大、墨西哥的石油，1960年8月，跨国石油公司无视警告，再次单方面宣布大幅降低中东的原油标价。

### 1960年－1975年：成立与扩张

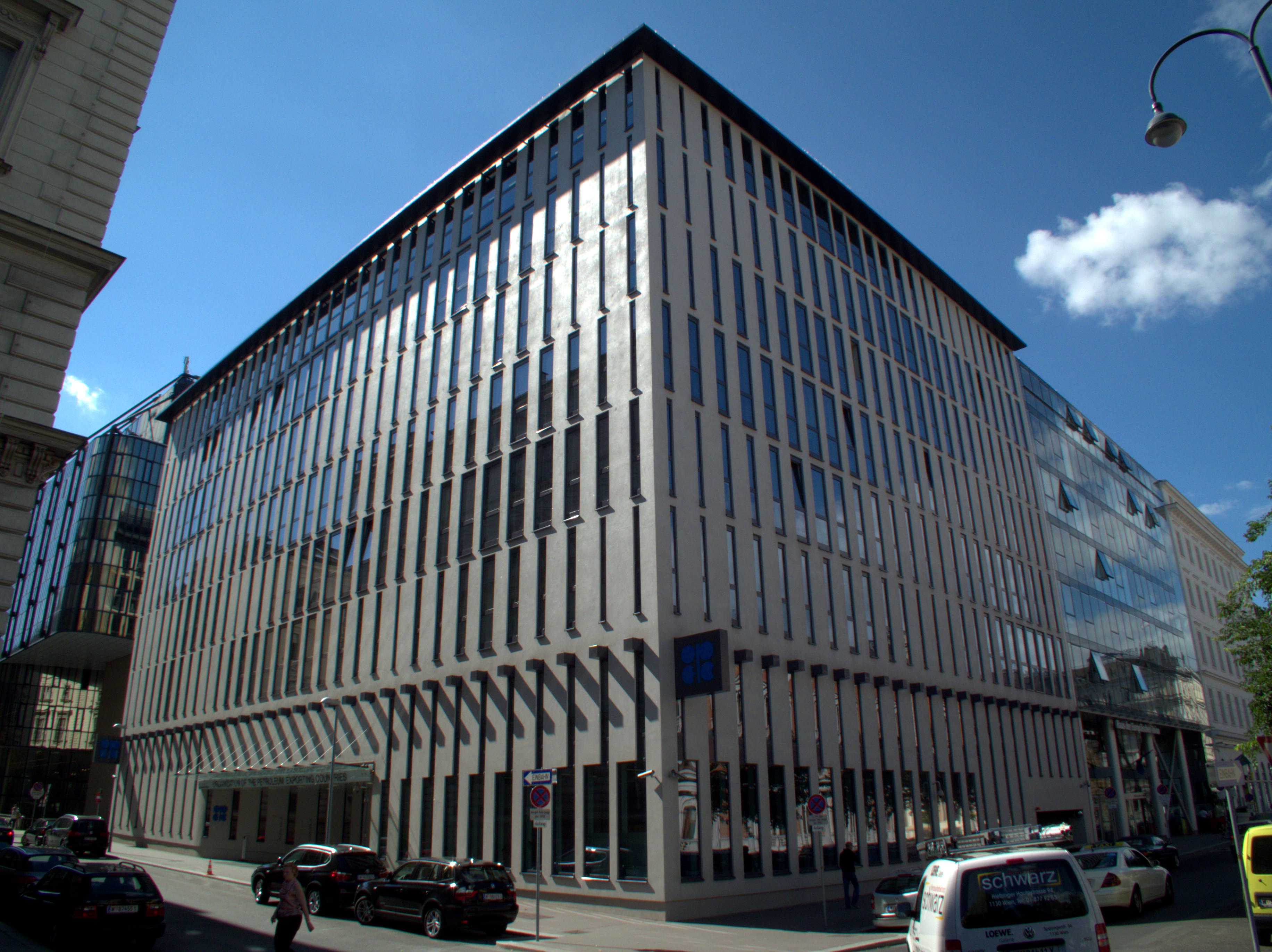
欧佩克维也纳总部（2009年建造）

接下来的一个月，在塔里基、佩雷斯·阿方佐和伊拉克总理卡塞姆（伊拉克没有参加1959年的阿拉伯石油大会）的倡议下，巴格达会议在1960年9月10日至14日期间召开。来自伊朗、伊拉克、科威特、沙特阿拉伯和委内瑞拉的政府代表齐聚巴格达，商讨如何提高本国生产的原油价格，以及如何应对跨国石油公司的单方面行动。尽管美国强烈反对，“沙特阿拉伯[还是]与阿拉伯内外各产油国一道，组成了石油输出国组织（欧佩克），以确保可以从主要石油公司获得最优惠的价格。”1961年1月，欧佩克正式宣告成立。中东成员主张将欧佩克总部设在巴格达或贝鲁特，但委内瑞拉认为应该设立在一个中立地区，于是最后选择了瑞士日内瓦。1965年9月1日，在瑞士拒绝扩大外交特权后，欧佩克把总部迁到了奥地利維也納。
1961年－1975年间共有8个国家先后加盟。1970年代早期，欧佩克成员国占全球石油产量的一半以上。1971年4月2日，一些大型石油公司和欧佩克在地中海地区开展业务的成员签署了《的黎波里协议》，提高了油价，增加了产油国的利润份额。

#### 1973年－1974年：石油禁运

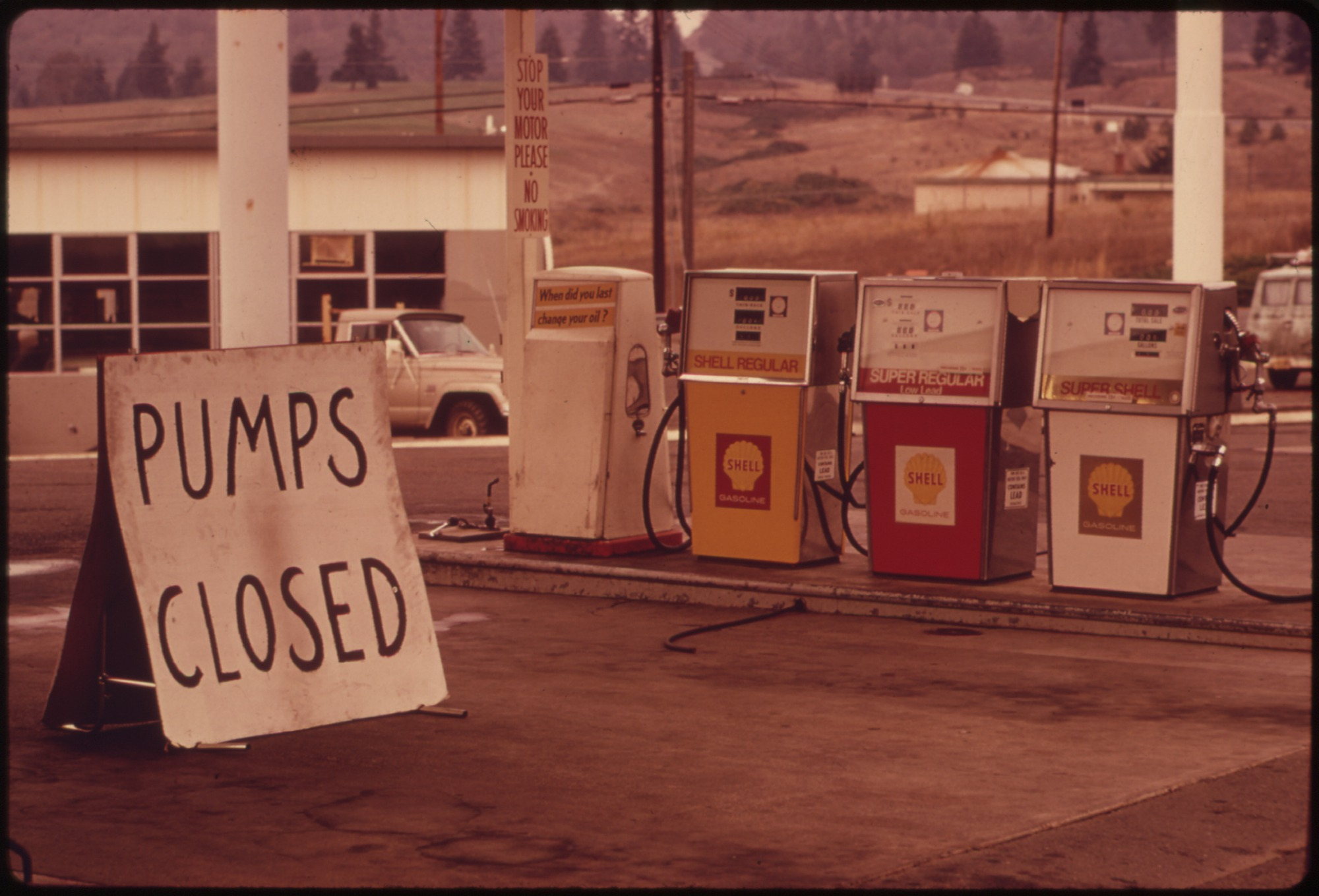
1973年石油禁运期间没有石油供应的美国加油站

1973年10月，阿拉伯石油输出国组织（包括大部分阿拉伯欧佩克国家，加上埃及和叙利亚）宣布大幅减产、禁运石油，以对抗在贖罪日戰爭中支持以色列的美国等工业化国家。1967年欧佩克也曾因六日战争实施禁运，但收效甚微。然而，1973年的这次禁运，最终导致了石油价格大幅上涨（从3美元/桶上升到12美元/桶）、欧佩克收入激增。部分国家进入紧急状态，实施能源配給制。公众陷入恐慌，美国石油产量下降，货币贬值，英国曾一度紧急施行三天工作周，导致英国煤矿工人和铁路司机罢工抗议。七个欧洲国家下令如非迫不得已，禁止周日驾车出行。美国加油站周日关闭，而且限制了汽油的购买额度，并根据车牌号限定可以购买汽油的日子。1974年3月禁运结束，可即使政府动用了大量的外交手段，石油价格却依然继续上涨。这次禁运使世界经历了全球范围的经济衰退，失业和通货膨胀同时上升，股票和债券价格急剧下跌，淨出口和石油美元的流动的平衡被打破，战后经济繁荣自此终结。

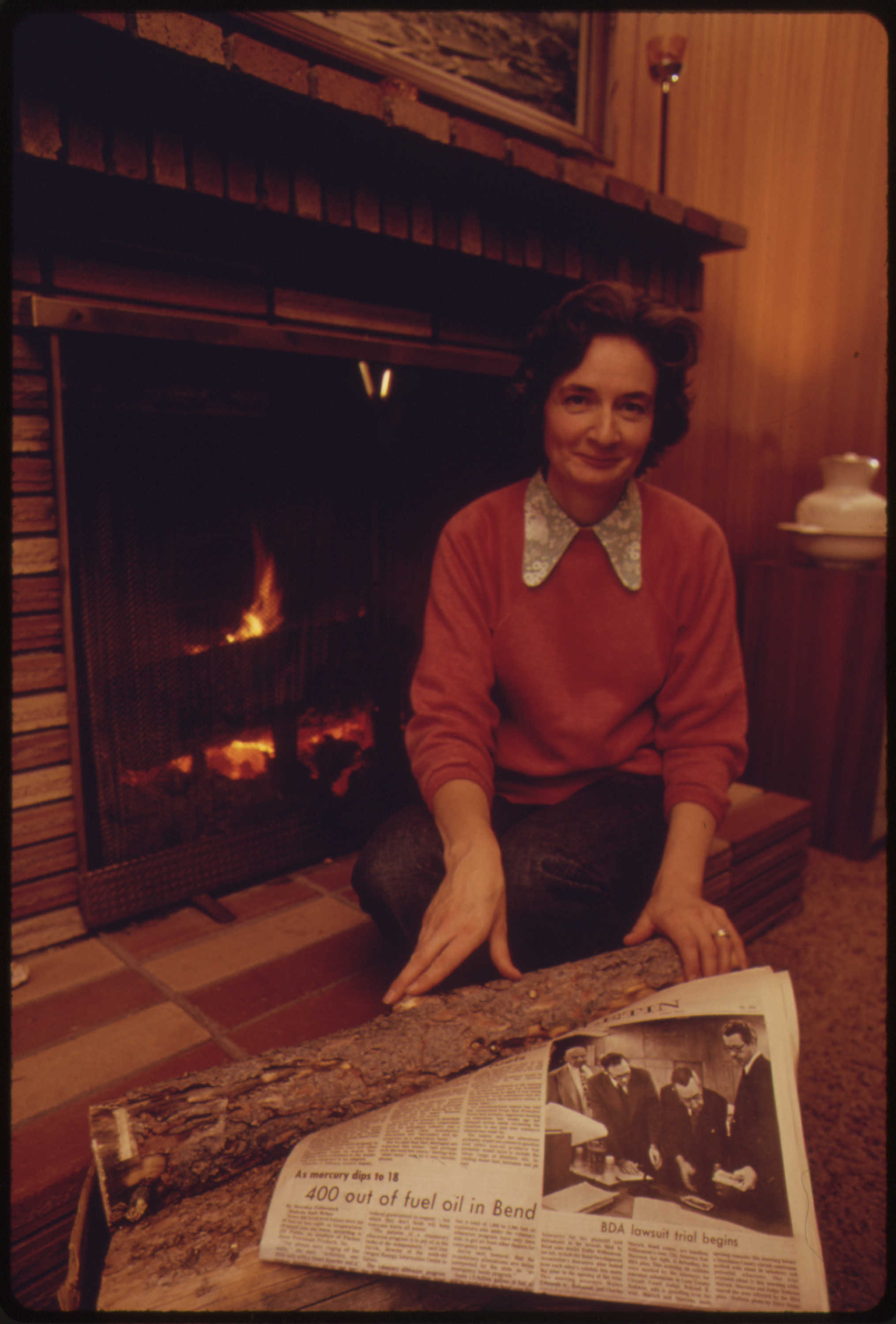
一个给壁爐里加木头的女人。她面前的报纸头条报道了社区缺少取暖用油。

1973年–1974年的石油禁运对美国和其他工业化国家产生了持久影响，他们为此成立了國際能源署，并设立了国家紧急储备以应对未来数月供应中断。此外他们还采取了多种节油措施，降低高速公路限速，使用更小、更节能的汽车和电器，全年施行夏令时，减少暖通空調的使用，采用更好的建筑隔热，大力扶持公共交通，加大对煤炭、天然气、乙醇、核能和其他替代能源的重视。这些长期的努力效果显著，美国在1980年至2014年期间的实际GDP增长了150％，但石油消费仅增长了11％。通过这次的禁运，人们明白了欧佩克国家的石油至少在短期内可以成为对付其他国家的政治和经济武器。
但是禁运还意味着不结盟运动的一些国家将能源视为发展中国家的希望。阿尔及利亚总统胡阿里·布邁丁在1974年4月联合国第六届特别会议上的演讲中如是说道：

“欧佩克的这次行动充分说明了原料价格对我们国家的重要性，生产国控制价格的必要性，以及各原料生产国组建联盟的可能性。是次行动应当被视为发展中国家的希望。”

### 1975年－1980年：特别基金，如今的国际发展基金
欧佩克在1973年至1974年石油价格暴涨之前就已在进行国际援助活动，比如自1961年开始运作的科威特阿拉伯经济发展基金。
在1973年之后的数年间，一些阿拉伯国家开展“支票簿外交”，大量开展对外援助。欧佩克也将向贫困国家销售石油、促进当地社会经济发展列为自己的目标。1975年3月，欧佩克特别基金在阿尔及利亚的阿爾及爾展开筹备工作，并于次年1月正式成立。“在此庄严宣告，‘欧佩克成员国将同其他发展中国家团结一致，共同克服发展中遇到的阻碍’，并希望通过指标的方式来量化各国之间的合作关系……[欧佩克特别基金（OPEC Special Fund）的]资源将会为各国之间由欧佩克构筑的多方沟通渠道添砖加瓦。”1980年5月该基金正式挂牌成立国际发展机构，更名为欧佩克国际发展基金（OFID），在联合国具有永久观察员席位。

#### 1975年：人质危机
1975年12月21日，在維也納举行的欧佩克半年度会议上，沙特阿拉伯的艾哈迈德·亚玛尼、伊朗的贾姆希德·阿穆泽加尔等石油部长被劫为人质。这次袭击是由委内瑞拉激进分子“豺狼卡洛斯”领导的六人小组（包括加布里埃莱·蒂德曼和汉斯·克莱因）精心策划的，共造成三人死亡，但没有石油部长遇难。自称“阿拉伯革命武装”的组织宣布其目标是解放巴勒斯坦。卡洛斯计划强行闯入这次会议，劫持全体11名与会的石油部长并索要赎金，再处决掉亚玛尼和阿穆泽加尔。
卡洛斯一行人最后共劫持了63人。他率领部下乘巴士、飞机，挟持原63名人质中的42人，经停阿爾及爾和的黎波里，计划在抵达巴格达后将亚玛尼和阿穆泽加尔一并处决。其中，30名非阿拉伯裔的人质在阿尔及尔获释（阿穆泽加尔除外），接着又有一批人质在的黎波里获释。卡洛斯打了一通电话给阿尔及利亚总统布迈丁，后者要挟称一旦任何石油部长死亡，他们都将击落卡洛斯的飞机。据推测，如果卡洛斯没有杀害人质的话，布迈丁还愿意为他提供避难处和经济资助。卡洛斯对没能杀掉亚玛尼和阿穆泽加尔表示遗憾，随后和同伙一同离机。人质危机发生的两天后，人质和劫匪全部脱险。
袭击发生后，卡洛斯的同伙透露，该行动是由巴勒斯坦解放人民阵线的创始人哈达德领导的，并称某位阿拉伯总统（通常认为是欧佩克成员国利比亚的卡扎菲）指示、资助了这次袭击。武装分子阿布·谢里夫和汉斯·克莱因声称，卡洛斯从“一位阿拉伯总统”那里收取并保留了2000万至5000万美元的赎金。卡洛斯声称沙特代表伊朗支付了赎金，但这些钱“在途中被转移，并因革命而流失”。他在1994年被捕，并因其他的至少16起谋杀案被判处终身监禁。

### 1979年－1980年代：石油危机与产能过剩

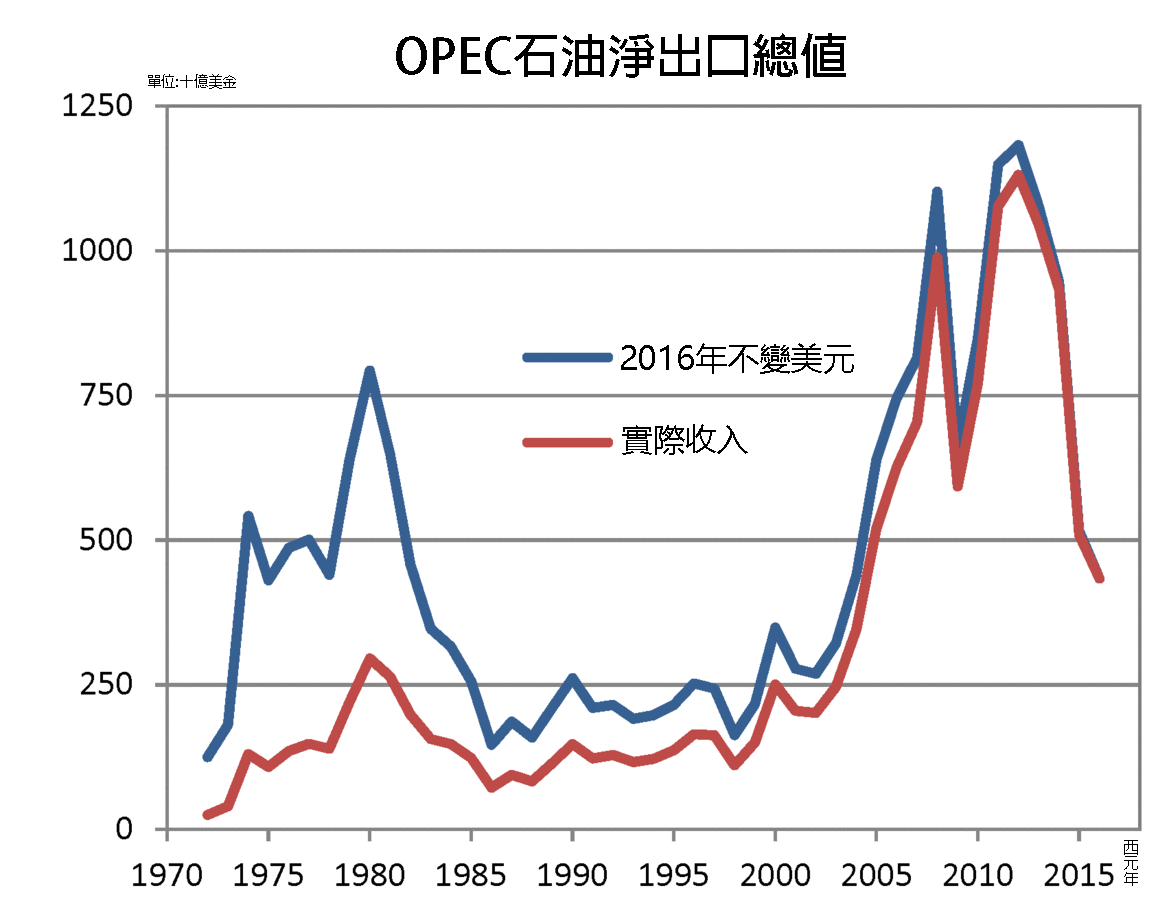
1972年以来欧佩克石油净出口收入的波动

1970年代，石油价格高涨。1979年－1980年的伊朗伊斯蘭革命和两伊战争破坏了地区稳定和石油供应，造成第二次石油危机，原油价格更是达到了一个新的峰值——40美元/桶。为了应对高昂的石油价格和石油供应国有化的浪潮，各工业国家采取措施逐步减少对欧佩克石油的依赖。全球各电力公司不再依靠石油发电，而是转而采用煤炭、天然气、核能等。各国政府投入数十亿元开展项目研究代替石油的能源，商业公司在西伯利亚、阿拉斯加、北海墨西哥湾等非欧佩克地区的亦勘探到了大型油田。1986年，全球石油日需求量减少了500万桶，非欧佩克国家的产油量进一步提高，欧佩克的市场份额从1979年的约50%降到了1985年的不到30%。结果，和其他自然资源市场的周期类似，此次动荡期持续多年，石油价格连续下跌6年，以1986年单年暴增一半告终。一名石油分析师总结：“当石油这类的必需品的价格飙升时，人们会做两件事，一是开源，二是节流。”
为了应对石油销售收入下降，1982年，沙特阿拉伯向欧佩克施压，要求审核各国生产定额，试图以此限制产量、拔高石油价格。结果其他成员国没有遵守定额的要求，沙特便先是猛降自己的产量，1985年时其产量只有1979年－1981年1000万桶/日的三分之一；之后沙特发现这样做并没有效果，于是反其道行之，开始向市场投放大量的廉价石油，导致石油价格跌至不到10美元/桶。这样一来，生产成本高的国家就无法盈利了。:127–128，136–1371986年，面对日益严重的经济衰退（最终导致東方集團1989年的衰亡），之前没有遵守欧佩克协议、一直在“搭便车”的其他原油输出国终于开始遵守仔细协商的原油生产定额、平衡石油工业和其他产业的发展水平，通过限制产量来提高石油价格。（各欧佩克成员国的政府可以调控自己主权领土上的国有、私有石油公司产油量。）总的来说，当欧佩克的生产定额降低时，石油价格就会上涨。

### 1990年－2003年：供应充足，偶有扰动

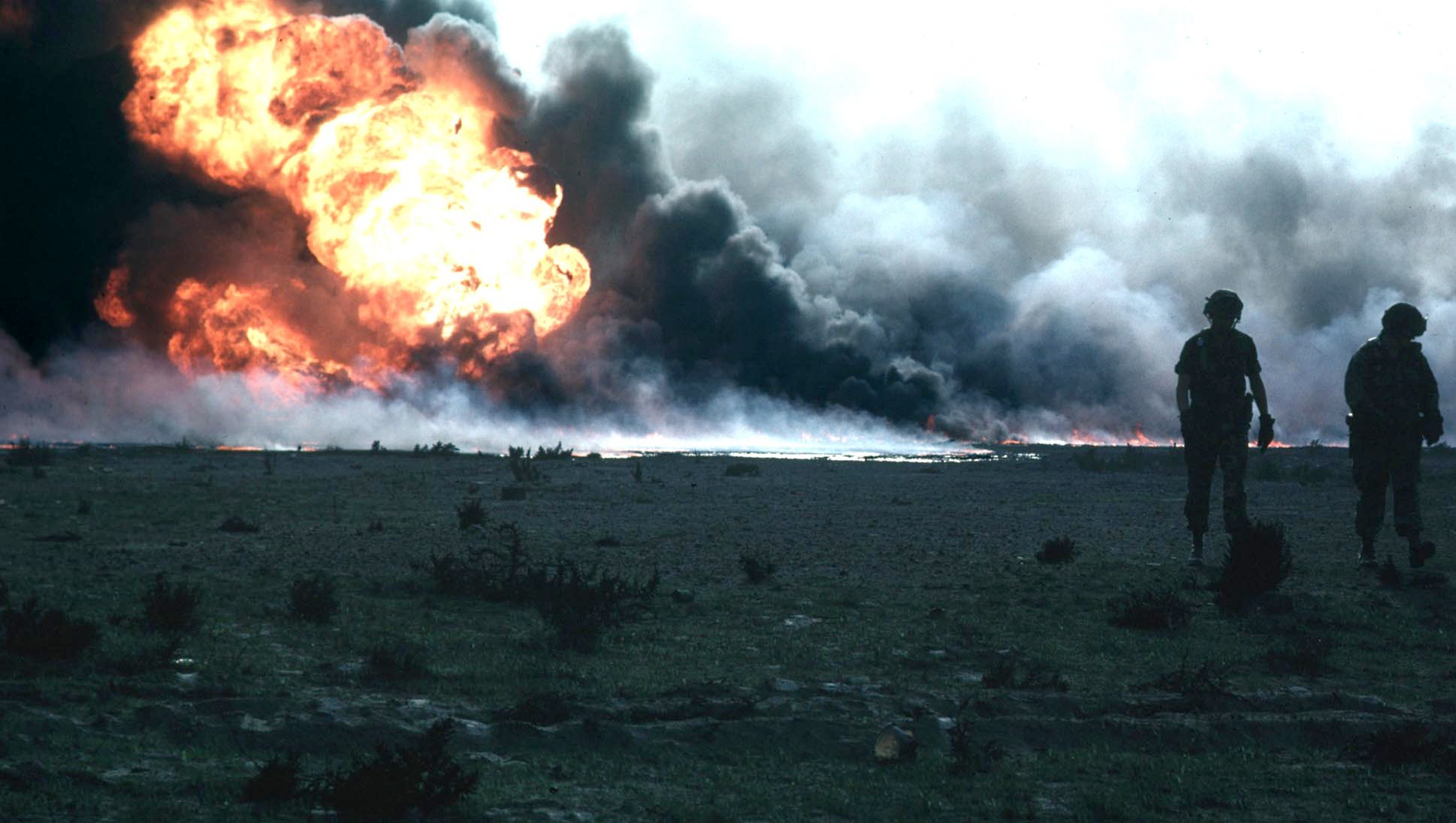
1991年，伊拉克撤军时科威特石油火灾烧的数百油田之一

布兰特原油价格走势图，1988年－2015年

时任伊拉克总统萨达姆曾一度推动欧佩克减少生产、提高油价，以此协助欧佩克成员国支付债务利息、促进经济发展、加速1980年－1988年两伊战争的战后重建工作，最终因开采纠纷导致萨达姆1990年8月下令入侵科威特。但伊拉克和其他欧佩克创始国的这两场战争导致这段时期欧佩克成员凝聚力空前低下，石油价格在短暂的供应中断后快速回落。相比之下，2001年9月的九一一袭击事件和2003年美国入侵伊拉克在短期内对石油价格的影响甚至更小，因为沙特阿拉伯和其他石油输出国重启合作关系，以保证原油供应充足。
1997年－1998年的亚洲金融危机使得石油需求量降低，石油价格暴跌到1986年的水平。石油价格跌到10美元/桶时，欧佩克、墨西哥和挪威经过多方协商后将原油产量逐步削减。石油价格在2001年11月再次暴跌后，欧佩克、挪威、墨西哥、俄罗斯、阿曼和安哥拉同意自2002年1月1日起开始减产六个月，平均每日减产200万桶，其中欧佩克的每日减产量达到了150万桶。不过，伊拉克由于国内政治局面不稳定，在1998年至2016年间，其产油量并不算在欧佩克的生产定额协议里。
2003年6月，國際能源署和欧佩克在能源问题上开展了他们第一次合作。自此以后，双方定期会面，“共同研讨市场趋势、分析报告、各方观点，促进市场透明度和可预测性。”

### 2003年－2011年：波动
美军占领伊拉克期间出现了大规模暴乱，在2003年至2008年间达到顶峰。这段时间，中国和大量需求商品投资者的石油需求快速上涨，反对尼日利亚石油工业的暴力事件反复出现，为了延缓石油短缺问题的石油储备也逐渐减少。这些因素共同作用，导致石油价格急剧上涨，远远超过了欧佩克先前设定的目标。价格波动在2008年时最为剧烈。这一年，全球面临着二战后最严重的经济衰退，西得克萨斯中间基原油7月刚涨到破纪录的147美元/桶，12月就暴跌到32美元/桶。欧佩克年度石油出口收入在2008年创下约一万亿美元的新纪录，在2011年－2014年大规模油元循环活动期间的石油年收入也到达了类似的水平，但后来再度下跌。2011年利比亚内战和阿拉伯之春之际，欧佩克开始明确表态反对石油期货市场的“过度投机”，称金融投机者导致了原油市场的波动远超正常范围。

#### 2008年：生产纠纷

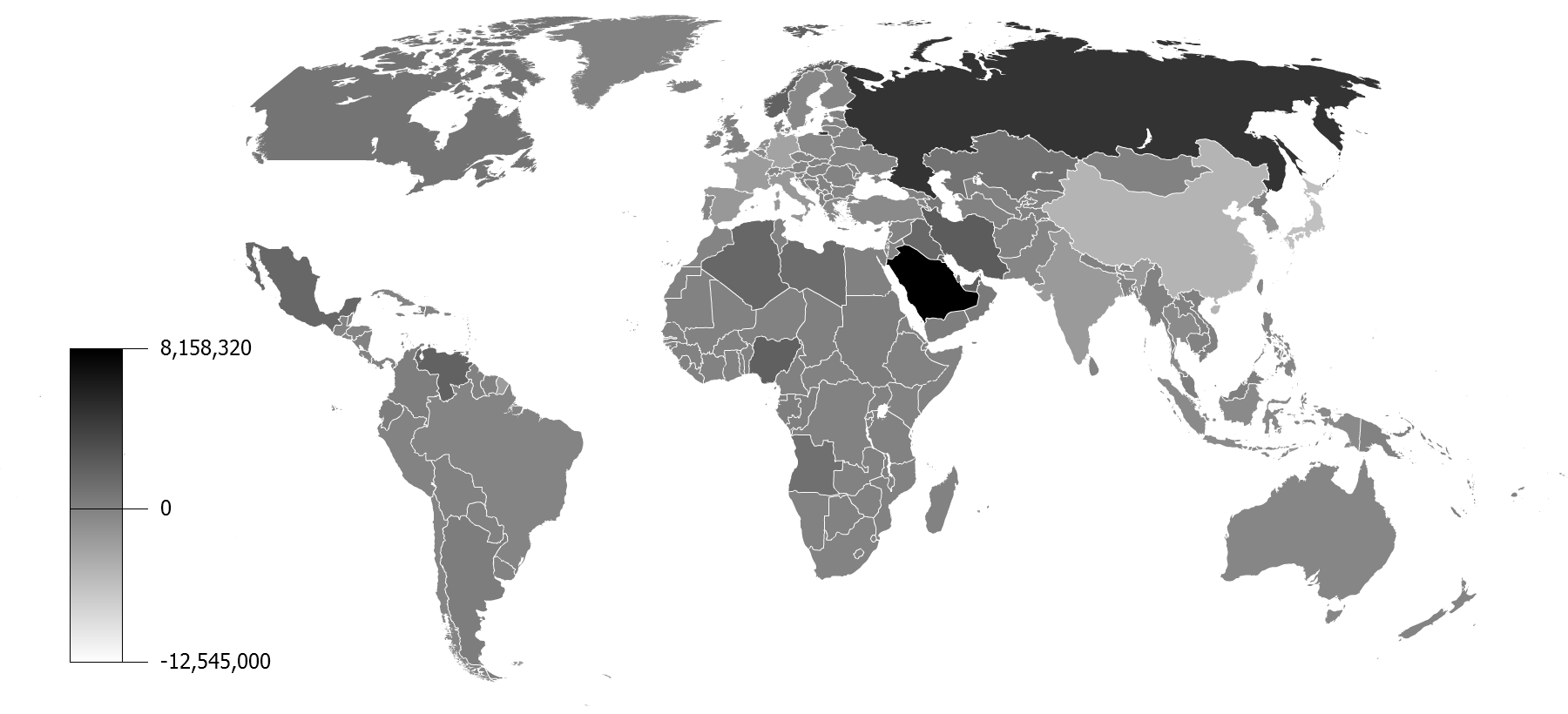
2008年各国石油净出口量

欧佩克成员国因为经济需求不同，所以内部经常在生产定额上有纠纷。发展水平落后的成员国希望其他国家减产、抬高石油价格，从而增加自己国家的收入。然而，沙特阿拉伯一贯奉行另一战略，希望与世界经济强国一道，通过稳定供应石油来实现经济增长。沙特认为，如果油价太高，或者石油供应不稳定，那么其他工业国家就会采取节能措施、发展替代燃料，全球的石油需求将逐渐减少，最终不再使用。早在1973年，沙特石油部长亚马尼就此问题有过这样一句名言：“石器时代的终结并不是因为石头用完了，石油时代的终结也不会是因为我们石油用完了。”
2008年9月10日，石油价格仍处于近100美元/桶。据报道，由于不满竞争对手在欧佩克谈判会议中投了减产票，沙特方面退席并引发生产纠纷。虽说沙特代表公开表态愿遵守新配额的限制，但私底下称沙特不会照做。《纽约时报》引用一名沙特代表的话称：“沙特阿拉伯会满足市场的需求。我们会依照市场需求供油，不会让任何顾客空手而归。这条政策从未改变。”在接下来的几个月中，石油价格跌至30多美元，到2011年利比亚内战前再也没升回100美元。

### 2014年－2016年：石油过剩

2013年各国原油产量

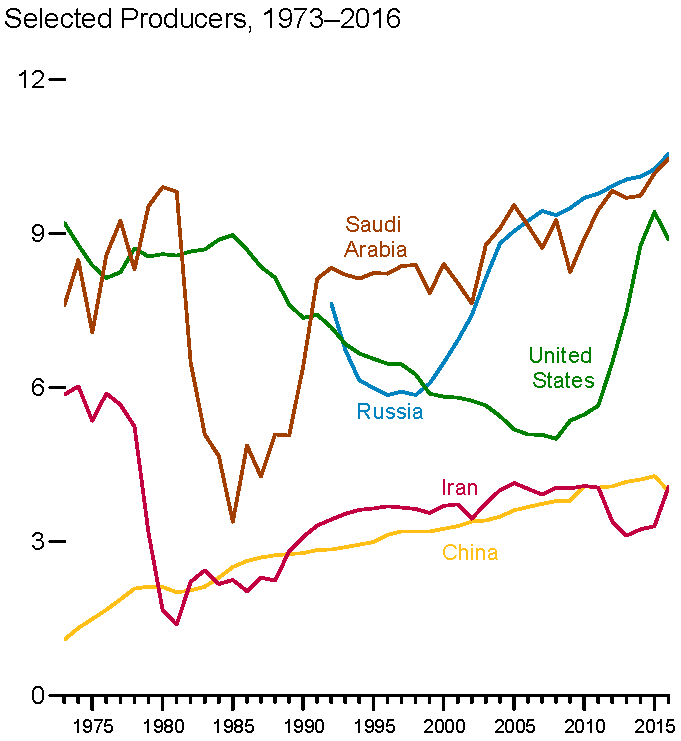
原油产量最高的国家
（单位：百万桶/日，1973年－2016年。红：沙特阿拉伯；绿：美国；蓝：俄罗斯；粉：伊朗；黄：中国）

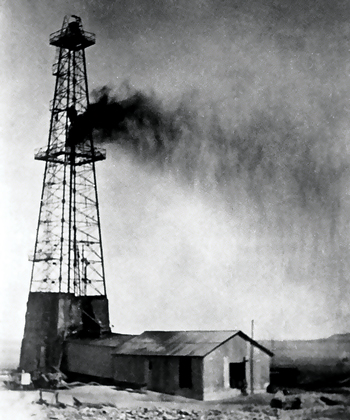
沙特阿拉伯的井喷：欧佩克的常规生产来源

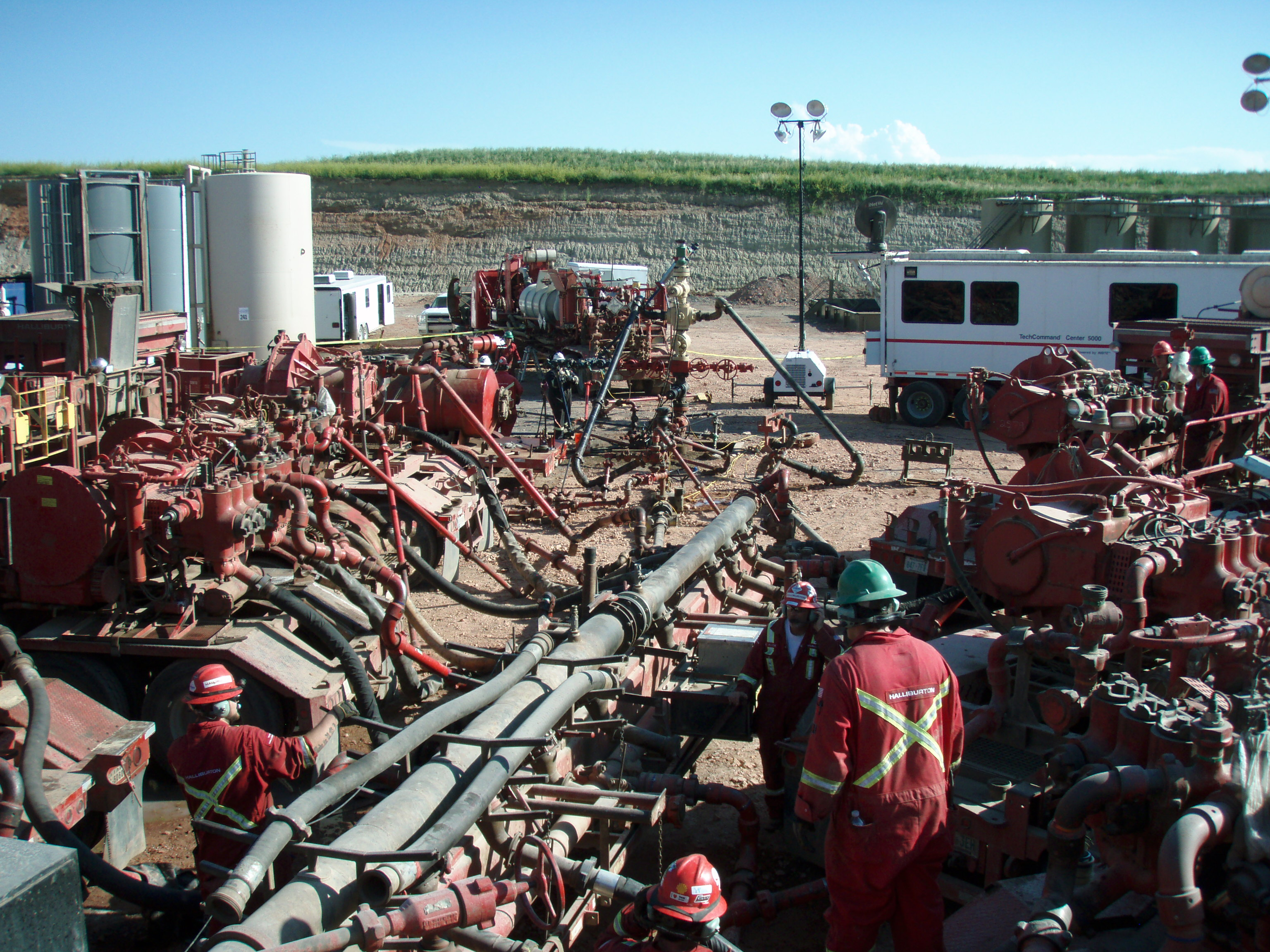
美国页岩气开采活动：欧佩克市场份额的重要新挑战

2014年12月，“欧佩克和石油人”（英語：OPEC and the oil men）在劳合社的“航运界最有影响力的100人”排行榜中名列第三。
2014年－2015年，欧佩克成员国一直在超额生产，中国经济增长放缓。与此同时，由于前些年的石油价格屡创新高，美国一直大力发展并推广页岩水力压裂技术，导致其产油量几乎是2008年的两倍，接近世界弹性产油国沙特阿拉伯和俄罗斯的产量。这些技术进步导致美国石油进口需求暴跌（接近能源独立）、全球石油存量创下纪录、油价持续暴跌到2016年初。
2014年12月27日在维也纳的石油会议中，因全球供应过剩，发展水平落后的欧佩克成员呼吁减产石油以抬高价格，但沙特石油部长埃尔-纳伊米拒绝此项提议。埃尔-纳伊米认为，石油市场价格较低时应该通过竞争来自我平衡，让美国高成本的页岩油生产无利可图，从战略上恢复欧佩克的长期市场占有率。就像他在接受《中东经济调查》采访中所说：
高效的生产者减产，而低效的生产者继续生产，这合理吗？这是歪理。如果我减产，我的市场份额怎么办？油价会上涨，俄罗斯、巴西、美国的石油商会分了我的蛋糕……我们想告诉世界的是，只有效率高的生产国才应该得到市场份额。这是所有资本主义国家执行的原则……可以肯定的是：目前的价格（约60美元/桶）并不能支持所有生产者。
一年后，2015年12月4日欧佩克在维也纳开会时，该组织已经连续超额生产18个月，但是美国的石油产量仅比高峰时期下降一小点。尽管利比亚因内战导致其供油比产能降低100万桶，世界市场每日供应總和仍然至少比需求多出200万桶。产油国大幅改变政策，以适应低至40多美元的油价。印度尼西亚重新加入输出国组织，伊拉克产油量在经历多年波动后也有所回升，在取消国际制裁后伊朗的产油量亦稳定增长，上百名领导人在《巴黎气候协定》中表态限制来自化石燃料的碳排放，太阳能技术正逐渐变得越来越普遍和具有竞争力。由于这一系列的市场压力，欧佩克决定在2016年6月召开石油部长大会前取消其难以遵守的生产定额。到2016年1月20日，欧佩克一揽子参考价格降到了22.48美元/桶，不到2014年6月最高时（110.48美元）的四分之一，不及2008年7月的记录（140.73美元）的六分之一，甚至比其2003年4月油价开始回升时的价格（23.27美元）还低。
2016年，美国、加拿大、利比亚、尼日利亚和中国的石油产量大幅下降，部分缓解了石油供应过剩的局面，一揽子原油价格逐渐回升至每桶40多美元。欧佩克重新获得一定的市场占有率，取消许多相互竞争的钻井项目。在6月份的会议上，欧佩克宣布其产油政策将维持现状，并支持以“适合生产者和消费者的价格水平”进行石油交易，只是许多生产者仍面临严重的经济困难。

### 2017年－2020年：减产和欧佩克+
欧佩克成员国因边际效益遞減、财政储备逐年减少的缘故不愿再进行这种长期原油供应战，于是最终达成了2008年以来的首次减产协议。尽管面临多重政治阻力，2016年11月欧佩克大会还是通过了减产大约100万桶/日的协议。该协议执行时间涵盖了2017年上半年，参与成员国不包括局势动荡的利比亚和尼日利亚，此外还有俄罗斯等10个非成员国承诺削减产量。协议还考量了美国页岩行业、利比亚、尼日利亚、闲置产能的预期增长，以及欧佩克产量在2016年末减产协议生效前的大幅上升。印度尼西亚宣布再次“暂停”其石油输出国组织成员国资格，而不是接受该组织提出的减产5%的要求。油价在50美元/桶上下波动，2017年5月，欧佩克决定将这一减产协定延长至2018年3月，全世界都在等着看届时石油库存过剩是否会完全消化掉，以及如何消化。长期关注石油动向的分析师丹尼尔·耶金“将欧佩克和页岩气的关系比喻为‘共生’，双方都得逐步学会向低价格妥协。”与非OPEC國家作的減產协议的通常被稱為“OPEC+”。
2017年12月，俄罗斯和欧佩克同意延长每日180万桶的减产期至2018年底。2019年6月29日，俄罗斯和沙特阿拉伯再次同意原定2018年的减产期延长6-9个月。2019年12月，为防止供应过剩，欧佩克和俄罗斯再度达成了迄今最深度的减产协议之一，持续到2020年的前三个月。

#### 2020年：沙特-俄罗斯价格战
2020年3月上旬，欧佩克官方向俄罗斯提出全球供油减少1.5%的最后通告，但由于美国页岩油开采量持续增加，俄方认为欧佩克会要求自己持续减产而拒绝了这个要求，暂停了欧佩克和一些其他大产油国持续三年的合作伙伴关系。另一个因素是冠状病毒病疫情导致全球需求减弱。这也导致欧佩克+有关扩大减产规模的谈判未达成一致，未能延长3月底到期的每日减产210万桶的协议。沙特阿拉伯为了让俄国同意减产，曾额外大幅减少自己的石油开采量。3月7日在俄方拒绝减产协定后，沙特通知买家他们将提高产量并在4月打折出售石油。这使布伦特原油价格暴跌超过30％，随后小幅回升，引起金融市场普遍恐慌。4月，西得克萨斯中间基原油价格甚至一度跌至-37.63美元/桶，创下历史新低。OPEC、俄罗斯和一些其他的产油国达成一致，同意将减产协议延期到七月底，在5月、6月每日减产970万桶（相当于全球产油量的10%）。
一些专家将这场价格战视为一种膽小鬼博弈，谁让步谁输。沙特阿拉伯在2020年3月有5000亿美元的外汇储备，而俄罗斯有5800亿美元；沙特的债务占GDP25%，而俄罗斯的只占15%。还有人指出，沙特阿拉伯能够以低至每桶3美元的价格生产石油，而俄罗斯每桶要30美元才能收回成本。有分析者认为“这一切都是为了打击以美国为首的西方的经济体。”为了防止石油出口价格战导致页岩油开采赔本，美国可能会通过《反石油生产和出口卡特尔法案》来保护其原油市场份额。

## 成员国

### 当前成员国
截至2024年1月，欧佩克共有12名成员：5个在中东（西亚），6个在非洲，1个在南美。据美国能源信息署的信息，2019年欧佩克加在一起的原油产量（包括伴生气凝析油）占全球总量的38%，原油储备占全球已探明原油储量的71.8%。
依照欧佩克章程要求，希望申请加入欧佩克的国家需要净出口大量原油、利益目标与现有成员国相仿，其入会申请需要包括五个创始国在内的四分之三的现成员国同意。如果其原油净出口量不够多，但满足其他入会条件的话，欧佩克可将其列为准成员（英語：Associate Member）。
| 国家           | 所属地区       | 入会时间                 | 人口 （2021年） | 國土面積 （km²） | 石油產量 （桶/天，2024年） | 探明储量 （桶，2019年） |
| -------------- | -------------- | ------------------------ | --------------- | ---------------- | -------------------------- | ----------------------- |
| 阿尔及利亚     | 北非           | 1969年－                 | 44,177,969      | 2,381,740        | 1,119,617                  | 12,200,000,000          |
| 刚果共和国     | 中部非洲       | 2018年－                 | 5,835,806       | 342,000          | 247,122                    | 2,982,000,000           |
| 赤道几内亚     | 中部非洲       | 2017年－                 | 1,634,466       | 28,050           | 86,726                     | 1,100,000,000           |
| 加彭           | 中部非洲       | 1975年－1995年、2016年－ | 2,341,179       | 267,667          | 215,027                    | 2,000,000,000           |
| 伊朗           | 中东地区       | 1960年－                 | 87,923,432      | 1,648,000        | 4,046,907                  | 155,600,000,000         |
| 伊拉克         | 中东地区       | 1960年－                 | 43,533,592      | 437,072          | 4,422,704                  | 147,223,000,000         |
| 科威特         | 中东地区       | 1960年－                 | 4,250,114       | 17,820           | 2,579,783                  | 101,500,000,000         |
| 利比亞         | 北非           | 1962年－                 | 6,735,277       | 1,759,540        | 1,163,273                  | 48,363,000,000          |
| 奈及利亞       | 西非           | 1971年－                 | 213,401,323     | 923,768          | 1,488,869                  | 36,182,000,000          |
| 沙烏地阿拉伯   | 中东地区       | 1960年－                 | 35,950,396      | 2,149,690        | 9,241,666                  | 266,260,000,000         |
| 阿联酋         | 中东地区       | 1967年－                 | 9,365,145       | 83,600           | 3,401,639                  | 97,800,000,000          |
| 委內瑞拉       | 南美洲         | 1960年－                 | 28,199,867      | 912,050          | 863,469                    | 302,809,000,000         |
| 欧佩克总量     | 欧佩克总量     | 欧佩克总量               | 480,737,443     | 12,492,695       | 28,876,809                 | 1,190,780,000,000       |
| 世界总量       | 世界总量       | 世界总量                 | 8,208,697,000   | 510,072,000      | 81,762,218                 | 1,659,197,906,000       |
| 欧佩克占百分比 | 欧佩克占百分比 | 欧佩克占百分比           | 6.2%            | 2.4%             | 35.3%                      | 71.8%                   |

1. 1 2  一桶石油原油大约42加仑，合159升或0.159 m3，因温度变化会略有出入。从工业生产的角度来看，一艘油輪通常能运200万桶原油（320,000 m3）。[124]
2. 1 2 3 4 5  1960年9月，五个创始成员国举行了欧佩克的首次会议，故其加入时间从此算起。
3. ↑  阿联酋在1971年12月成立，其欧佩克成员国资格继承自阿布扎比。

### 丧权成员国
| 国家       | 地区     | 入会时间                      | 人口 （2021年数据） | 國土面積 （km²） | 石油產量 （桶/天，2024年） | 探明储量 （桶，2019年） |
| ---------- | -------- | ----------------------------- | ------------------- | ---------------- | -------------------------- | ----------------------- |
|            | 南美洲   | 1973年–1992年、2007年–2020年  | 17,797,737          | 283,560          | 475,283                    | 8,273,000,000           |
| 印度尼西亞 | 东南亚   | 1962年–2008年 2016年1月至11月 | 273,753,191         | 1,904,569        | 581,980                    | 3,170,000,000           |
|            | 中东地区 | 1961年–2019年                 | 2,688,235           | 11,437           | 1,316,480                  | 25,244,000,000          |
| 安哥拉     | 南部非洲 | 2007年－2023年                | 34,503,774          | 1,246,700        | 1,135,795                  | 8,384,000,000           |

### 沿革
1960年，伊朗、伊拉克、科威特、沙特阿拉伯和委内瑞拉五个国家共同成立了欧佩克。随后，卡塔尔（1961年）、印度尼西亚（1962年）、利比亚（1962年）、阿拉伯联合酋长国（当时还是阿布扎比酋长国，1967年）、阿尔及利亚（1969年）、奈及利亞（1971年）、厄瓜多尔（1973年）和加蓬（1975年）纷纷加盟。1990年代间，有两个1970年代中期加入的国家退出了欧佩克。1992年12月厄瓜多尔退出欧佩克，因为他们不想缴纳200万美元的年费，而且他们觉得他们需要生产比欧佩克允许的定额更多的石油。出于类似的考虑，1995年1月加蓬也退出了欧佩克。
安哥拉于2007年1月加入欧佩克，同年10月厄瓜多尔也再度回归。2008年5月，印度尼西亚宣布将在该年年底成员身份到期后退出，因为该国早已成为石油净进口国，无法完成欧佩克的生产定额。2008年9月10日欧佩克确认印度尼西亚退出，称欧佩克“对印度尼西亚暂停其成员国的身份表示遗憾”，“接受退出申请，并希望该国能在不久的将来回归”。印尼在2016年1月回归，但因欧佩克要求减产5%，年底印尼又一次宣布暂停其成员国身份。加蓬共和国在该年7月回归欧佩克。2018年，刚果共和国加入组织。卡塔尔于2019年1月1日退出，以着重于天然气生产（卡塔尔是世界上最大的液化天然气输出国）。不过《纽约时报》认为，这是该国对被沙特阿拉伯、阿拉伯联合酋长国、巴林和埃及联合抵制的战略回应。因市场油价过低，2020年1月厄瓜多尔再度退出欧佩克，以满足国内的产油需求。2023年12月安哥拉宣布退出。

### 欧佩克+
2016年，由俄罗斯领导的十个非欧佩克石油输出国（俄罗斯、阿塞拜疆、巴林、巴西、文莱、哈萨克斯坦、马来西亚、墨西哥、阿曼、南苏丹、苏丹）组成了欧佩克+（也被称作维也纳集团）。他们通过商定生产定额来合作影响全球原油价格，以使全球产量低于全球需求/消费量。这几个国家同时也积极响应欧佩克的倡议（例如自愿减产），進一步协调欧佩克和非欧佩克成員之間的政策目標。

### 观察员国家
自20世纪80年代以来，来自埃及、墨西哥、挪威、阿曼、俄罗斯等石油输出国的代表以观察员身份参加了许多欧佩克会议，是政策协调的非正式机制。

### 其他
有评论员认为在美国正式占领伊拉克期间，伊拉克由联盟驻伊拉克临时管理当局接管，所以2003年-2004年间美国是欧佩克事实上的成员国。但是，欧佩克会议纪要并不支持这个说法，因为美国没有派出代表正式出席。
2015年10月，苏丹正式提交了加入申请，但至今仍未通过。
亦有國家受當前成員國邀請加入但被拒絕。2019年10月，沙特阿拉伯邀请巴西加入欧佩克。巴西石油首席执行官罗伯托·卡斯特略·布朗柯在采访中表示，巴西联邦政府目前并无打算加入欧佩克。

## 运作

### 领导与决策

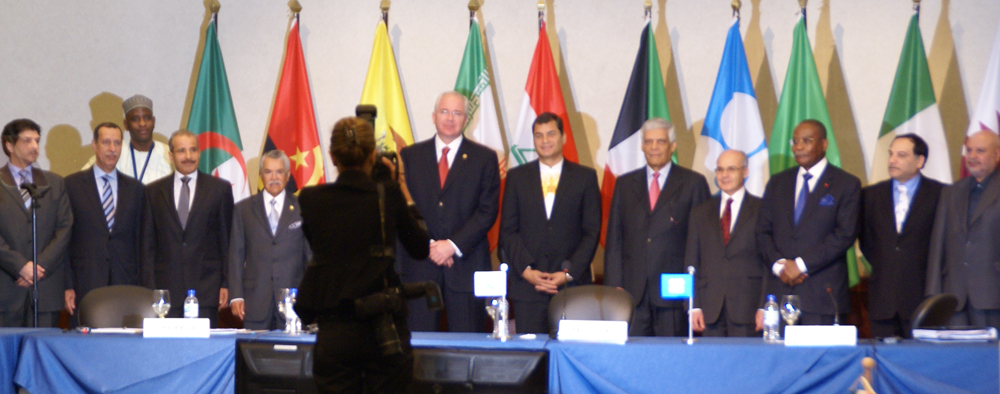
欧佩克大会各方代表，摄于2010年12月厄瓜多尔基多瑞士酒店

欧佩克最高权力机构是欧佩克大会（英語：OPEC Conference），由各成员国的代表团组成，代表团通常由该国的石油部长领导。大会的行政首脑为欧佩克秘书长，一般在维也纳总部召开，一年两次，必要时则召开特别会议。大会奉行全体一致的原则，每个成员国一国一票，每个成员国缴纳相等的会费作为年度预算。不过，因为沙特阿拉伯是迄今世界上最大、最赚钱的石油输出国，具有足够的能力来充当传统的弹性产油国平衡全球市场，该国是“欧佩克的实际领袖”。

### 国际卡特尔
大多数情况下，欧佩克成员国会遵守该组织关于石油产量和价格的协议，扮演明显反对竞争的卡特尔的角色。实际上，经济学家常视欧佩克为教科书式的卡特尔，因为它能通过合作减少市场竞争。经济合作与发展组织编写的《产业组织经济学和竞争法律术语解释》中就有如下定义：
国际卡特尔可以是咖啡、糖、锡、原油（如最近的欧佩克）等产品的跨国商品协定，这些协定是各个国家政府之间达成的公开协议。
欧佩克成员国并不认为欧佩克是大力反竞争的卡特尔，而是温和的稳定市场的力量。理由就是，欧佩克的成立就是为了对抗曾经的卡特尔——跨国石油公司“七姐妹”；而且，非欧佩克的能源供应商保有了足够的市场份额，可以在全球范围内进行大规模商业竞争。此外，各个成员国因陷入经济“囚徒困境”而各自为营，纷纷增大产油量、降低油价，致使欧佩克内部广泛存在的欺诈行为，常常会削弱其通过集体行为影响国际石油价格的能力。
虽然欧佩克的理念、原则等和世界贸易组织大相径庭，但双方目前没有就世贸组织的竞争规则发生过任何争执。一项美国地方法院的重要判决认为，依照《外国主权豁免法》，欧佩克的活动属于“政府”行为，不属于美国競爭法涵盖的“商业”活动的范畴。虽然公众对欧佩克存在抵触情绪，但目前针对该组织的相关立法提案（如《反石油生产和出口卡特尔法案》）一直没能通过。

### 冲突
因为欧佩克成员国的石油出口能力、生产成本、原油储量、地理特征、人口、经济发展、预算状况和政治环境都相去甚远，所以各成员国之间很难达成共识、作出政策决定。诚然，在市场周期中，原油储备本身就可造成时局混乱不堪，即经济学家所谓之“自然资源诅咒”。此外，中東地区與宗教相關的衝突（如宗教战争）也让这片原油丰饶的土地的地缘政治格局雪上加霜。欧佩克历史上经历的重要国际冲突有六日战争（1967年）、贖罪日戰爭（1973年）、巴勒斯坦激进分子指挥的人质包围（1975年）、伊朗伊斯兰革命（1979年）、两伊战争（1980年－1988年）、海湾战争（1990年－1991年）、九一一恐怖袭击（2001年，大部分劫机者来自沙特）、美军占领伊拉克（2003年－2011年）、尼日尔三角洲冲突（2004年至今）、阿拉伯之春（2010年－2012年）、利比亚危机（2011年至今）和国际上对伊朗的禁运（2012年－2016年）。儘管此類事件可能會暫時中斷原油供應、抬高油价，但从长远的角度看，頻繁的爭端和不穩定的因素往往會降低歐佩克的凝聚力和效力。

## 市场情报

### 发布与研究

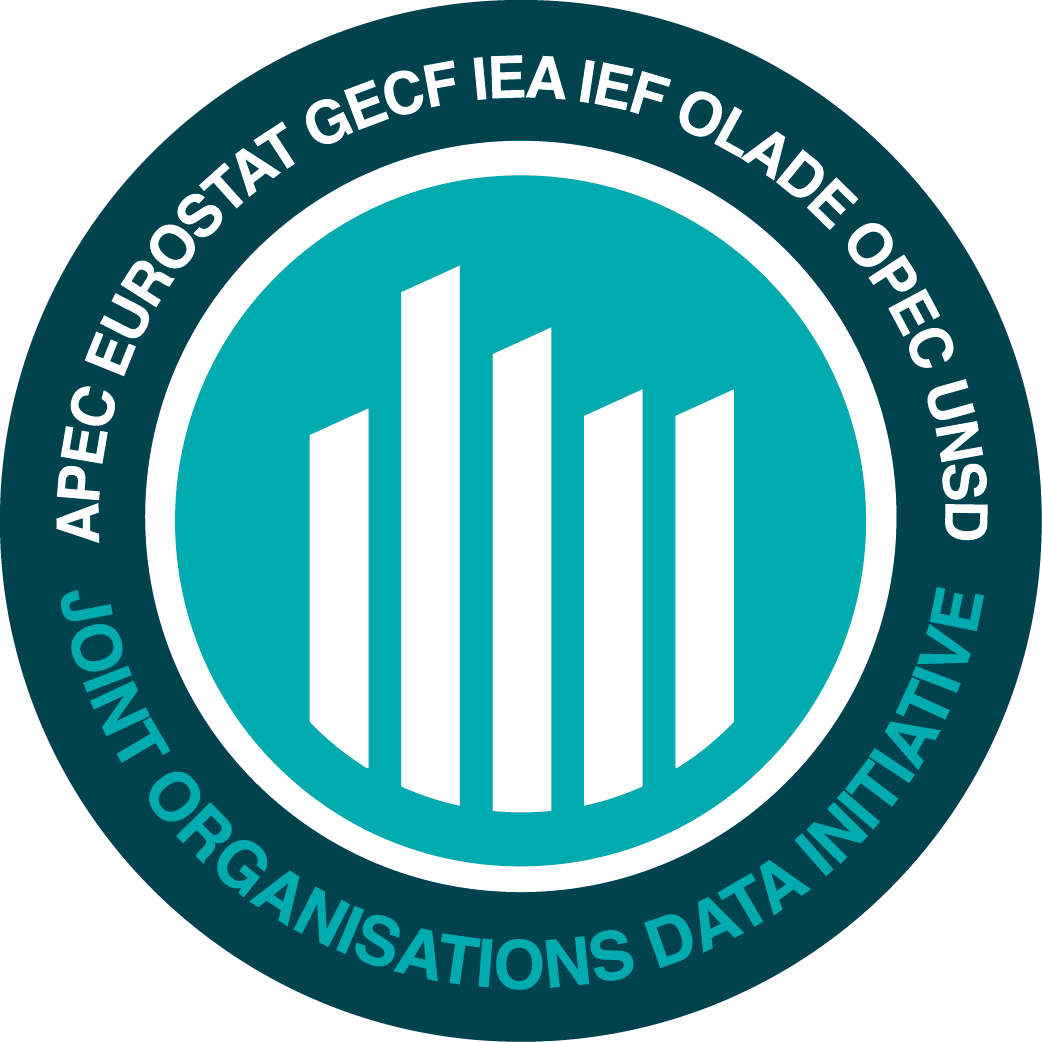
联合组织数据倡议标志，欧佩克是其创始成员之一

2001年四月，欧佩克与其他五个国际组织（亚太经合组织、欧洲统计局、國際能源署、拉丁美洲能源组织、联合国统计司）共同发起联合原油数据行动（英語：Joint Oil Data Exercise），以提高石油信息的可用性和可靠性。2005年国际能源论坛加入后，该项计划更名为联合组织数据倡议，覆盖超过全球90%的原油市场。天然气输出国论坛2014年加入，成为第八个成员，使联合组织数据倡议同时覆盖全球近90%的天然气市场。
2007年开始，欧佩克每年都会出版《世界石油展望》（英語：World Oil Outlook），对全球石油行业进行全面剖析，其中包括对供需的中长期预测。欧佩克还出版《年度统计公报》（英語：Annual Statistical Bulletin），亦有刊期更短的《月度原油市场报告》（英語：Monthly Oil Market Report）和《欧佩克公报》（英語：OPEC Bulletin）。

### 原油基准

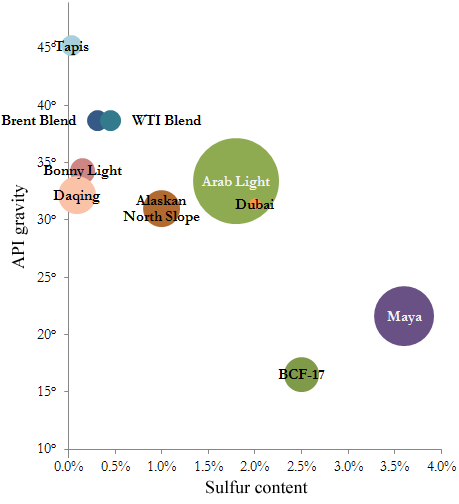
不同种类的原油的硫含量和API比重

因为不同的原油在种类，质量，交货日期、地点，以及其他法律要求都不同，所以价格也不同，通常一桶相差几美元。因此，为了方便包括期货市场在内的买卖双方定价，人们选择一种原油作为标准的石油产品，以它的价格为基础定价其他原油，这就是“原油基准”。世界上不同地区有不同的石油基准，北海布伦特原油是大西洋产的原油的重要基准，全球三分之二以上的实货原油与布伦特原油定价挂钩，与西得克萨斯中间基原油、迪拜原油合称世界三大原油基准，其他常用的原油基准还有阿曼原油、乌拉尔石油等。
欧佩克一揽子石油参考价格是自21世纪以来的重要的原油基准。一揽子石油参考价格是计算欧佩克成员国石油的加权平均数，包括：撒哈拉混合原油（阿尔及利亚）、吉拉索尔原油（安哥拉）、杰诺原油（刚果）、扎菲洛原油（赤道几内亚）、拉比轻质原油（加蓬）、伊朗重质原油（伊朗伊斯兰共和国）、巴士拉轻质原油（伊拉克）、科威特出口原油（科威特）、锡德尔原油（利比亚）、邦尼轻质原油（尼日利亚）、阿拉伯轻质原油（沙特阿拉伯）、穆尔班原油（阿联酋）和马瑞原油（委内瑞拉）。

### 闲置产能
美國能源信息署把原油市场管理的闲置产能定义为「可以在30天之內實現生產並至少維持90天的生產量……欧佩克的闲置产能间接反映了全球石油市场对原油短缺危机的应对能力。」
2014年11月，國際能源署曾估計，鉴于利比亞及尼日利亞等國的原油供应持續中斷，歐佩克的实际「有效」備用產能為350万桶/日，而這個數字將在2017年達到最高点460万桶/日。到2015年11月，随着全球产油量增长，“沙特阿拉伯（擁有欧佩克闲置產能的絕大部分）及其波斯灣鄰國以接近紀錄的速度产油”，能源署将闲置产能的评估降至300万桶/日。到了2019年4月，能源署估算欧佩克闲置产能为330万桶/日，其中沙特阿拉伯一个国家就占了三分之二。

## 延伸阅读
- Evans, John (1986). OPEC, Its Member States and the World Energy Market. ISBN 978-0810321489.
- Fesharaki, Fereidun (1983). OPEC, the Gulf, and the World Petroleum Market: A Study in Government Policy and Downstream Operations. ISBN 9780367281939.
- Licklider, Roy. . International Studies Quarterly. 1988, 32 (2): 205–226. JSTOR 2600627. doi:10.2307/2600627.
- Painter, David S (2014). "Oil and geopolitics: The oil crises of the 1970s and the cold war" （页面存档备份，存于）. Historical Social Research/Historische Sozialforschung. 186–208.
- Skeet, Ian (1988). OPEC: Twenty-five Years of Prices and Politics. Cambridge UP. ISBN 978-0521405720
- Yergin, Daniel (1991). The Prize: The Epic Quest for Oil, Money, and Power. ISBN 978-1439110126